# Urblaugken
Urblaugken (1938 bis 1945: Urlau, litauisch Urblaukiai) ist ein verlassener Ort im Rajon Krasnosnamensk der russischen Oblast Kaliningrad.
Die Ortsstelle befindet sich zwei Kilometer westlich von Wesnowo (Kussen) am Bach Wesnjanka (dt. Kussuppe, 1938 bis 1945: Rabenfließ).

## Geschichte

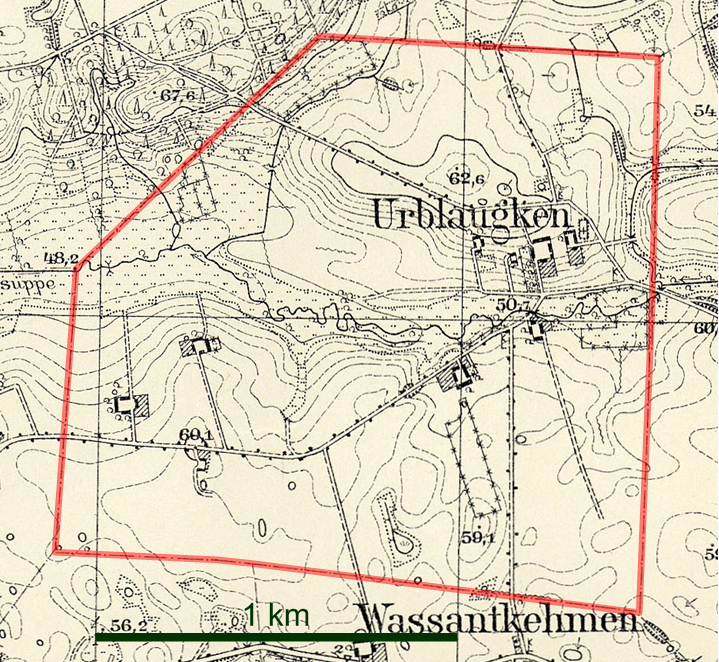
Die Gemeinde Urblaugken auf einem Messtischblatt von 1936

Der Ort wurde 1558 als Urlaucken erstmals erwähnt. Später hieß der Ort auch Barszen. Um 1780 wurde Urblaucken als königliches Bauerndorf bezeichnet. 1874 wurde die Landgemeinde Urblaugken in den neu gebildeten Amtsbezirk Kussen im Kreis Pillkallen eingegliedert. 1938 wurde Urblaugken in Urlau umbenannt.
1945 kam der Ort in Folge des Zweiten Weltkrieges zur Sowjetunion. Einen russischen Namen bekam er nicht mehr. Laut dem 1976 erschienenen offiziellen russisch-deutschen Ortsverzeichnis wurde der Ort mit zu Wesnowo (Kussen) gezählt. Laut einer Karte aus dieser Zeit stand dort noch ein Gebäude, das allerdings mit zu Murawjowo (Kiggen/Steinershöfen) gezählt wurde. Dieses Gebäude war auch noch in einer Karte von 1987 ohne Ortsbezeichnung eingezeichnet.

### Einwohnerentwicklung
| Jahr | Einwohner |
| ---- | --------- |
| 1867 | 74        |
| 1871 | 68        |
| 1885 | 77        |
| 1905 | 53        |
| 1910 | 56        |
| 1933 | 56        |
| 1939 | 47        |

## Kirche
Urblaugken/Urlau gehörte zum evangelischen Kirchspiel Kussen.